# Gran Premio d'Ungheria 2015
Il Gran Premio d'Ungheria 2015 è stata la decima prova della stagione 2015 del campionato mondiale di Formula 1. La gara si è corsa domenica 26 luglio 2015 sul circuito dell'Hungaroring, ed è stata vinta da Sebastian Vettel su Ferrari. Vettel, al suo quarantunesimo successo nel mondiale, ha preceduto sul traguardo Daniil Kvjat (al suo primo podio) e Daniel Ricciardo, entrambi su Red Bull Racing-Renault.

## Vigilia

### Sviluppi futuri
L'11 luglio il Consiglio Mondiale della FIA conferma il progetto di calendario per la stagione 2016. Sono previsti 21 gran premi, con esordio il 3 aprile col Gran Premio d'Australia, e termine il 27 novembre con quello di Abu Dhabi. Le novità sono il rientro del Gran Premio di Germania e di quello d'Europa, da tenersi sul nuovo tracciato di Baku, capitale dell'Azerbaigian. Il Gran Premio di Russia viene anticipato a maggio mentre quello di Malesia è posticipato a settembre.
La Sauber conferma la coppia di piloti titolari, Felipe Nasr e Marcus Ericsson, anche per la stagione 2016.

### Aspetti tecnici
La Pirelli, fornitrice unica degli pneumatici, sceglie per questa gara coperture di tipo soft e medium. La FIA stabilisce due zone per l'utilizzo del Drag Reduction System: la prima sul rettifilo dei box, la seconda tra la curva 1 e la curva 2. Vi è un unico punto per la determinazione del distacco, fissato prima della curva 14.
La Honda, fornitrice dei propulsori per la McLaren decide di sfruttare subito l'unità motore supplementare concessa, così che sia Jenson Button che Fernando Alonso utilizzano da questa gara una nuova power unit, la sesta stagionale per lo spagnolo, che però non incorre in penalizzazioni.

### Aspetti sportivi
La notte tra il 17 e il 18 luglio viene annunciata la morte di Jules Bianchi presso un ospedale di Nizza, dopo più di nove mesi di coma. Il pilota era rimasto vittima di un grave incidente al Gran Premio del Giappone 2014.

Bianchi è il primo pilota automobilistico a morire a seguito di un incidente in una competizione di Formula 1 dopo quello, di 20 anni prima, di Ayrton Senna al Gran Premio di San Marino 1994. La scomparsa provoca una commossa reazione da parte di tutto il mondo del motorsport; la FIA emette un comunicato in cui afferma che 
La Federazione ha deciso anche di ritirare il numero del pilota francese, il 17, dalla Formula 1. La Grand Prix Drivers' Association presenta un adesivo per ricordare Bianchi, che i piloti appongono sul casco o sulle loro vetture.
Emanuele Pirro è nominato commissario aggiunto per la gara, da parte della FIA. L'ex pilota italiano ha svolto spesso tale funzione in passato, l'ultima nel Gran Premio del Brasile 2014.
Nella prima sessione di prove libere Fabio Leimer (all'esordio in un fine settimana del mondiale) ha preso il posto di Roberto Merhi alla Marussia, mentre Jolyon Palmer quello di Romain Grosjean alla Lotus.

## Prove

### Resoconto
Nella prima sessione di prove libere le due Mercedes hanno monopolizzato le prime due posizioni della graduatoria. Lewis Hamilton ha preceduto di circa un decimo Nico Rosberg. Il britannico ha ottenuto il suo miglior tempo nella fase iniziale della sessione mentre il tedesco si è migliorato nella parte finale. Al terzo posto si è classificato Kimi Räikkönen, penalizzato anche dal cedimento dei piloni di sostegno dell'alettone anteriore, al momento del passaggio su un cordolo. Per rimuovere i detriti è stata esposta la bandiera rossa. Questi tre piloti sono gli unici a essere scesi sotto il minuto e ventisei secondi. La sessione era stata interrotta precedentemente anche per un incidente accaduto a Sergio Pérez. La sua Force India è terminata contro il guardrail alla curva 12, si è sollevata fino a cappottare. Il pilota è rimasto illeso.
Nella sessione solo una Lotus, quella di Pastor Maldonado, ha potuto effettuare giri cronometrati, in quanto l'altra vettura, affidata al terzo pilota Jolyon Palmer, non ha effettuato giri validi. La presenza della scuderia britannica è stata messa in dubbio, per questa sessione, per la mancanza di pneumatici, in quanto alla Pirelli non risultava ancora saldata una rata della fornitura.
La sessione pomeridiana è caratterizzata da temperature molto elevate. La temperatura dell'aria arriva a 35 °C, mentre quella dell'asfalto raggiunge i 54 °C. A questa sessione non partecipano le due Force India, dopo l'incidente del mattino di Pérez: la vettura del messicano risulta troppo danneggiata, mentre la scuderia decide di fermare anche Nico Hülkenberg, per verificare le condizioni delle sospensioni. Lewis Hamilton si conferma ancora il pilota più veloce, staccando il secondo Daniil Kvjat di circa quattro decimi. Alle spalle del russo si posiziona l'altro pilota della Red Bull Racing, Daniel Ricciardo. A pochi minuti dal termine della sessione Ricciardo ha dovuto abbandonare le prove per un guasto al propulsore; ciò ha provocato anche una interruzione della sessione. Il compagno di scuderia di Hamilton, Nico Rosberg, ha chiuso col quarto tempo. I piloti hanno sfruttato la seconda parte della sessione per testare il ritmo di gara, non migliorando più i tempi fatti registrare nella prima parte.
Nella sessione del sabato Lewis Hamilton si conferma come il pilota più rapido, l'unico che riesce a scendere sotto il minuto e ventitré. Staccato di meno di un decimo si pone Nico Rosberg, l'altro pilota della Mercedes. Nelle fasi finali della sessione, durante una simulazione di partenza, la vettura del tedesco ha evidenziato un problema, tanto da fermarsi. Terzo, ma con un ritardo di quasi un secondo, Sebastian Vettel. L'altro ferrarista, Kimi Räikkönen, ha limitato la sua presenza nella seconda fase della sessione, ove i piloti hanno montato le gomme morbide, per una perdita di liquidi dalla sua monoposto. A questa sessione hanno nuovamente partecipato le Force India.

### Risultati
Nella prima sessione del venerdì si è avuta questa situazione:
| Pos | Nº | Pilota         | Costruttore | Tempo    | Gap    | Giri |
| --- | -- | -------------- | ----------- | -------- | ------ | ---- |
| 1   | 44 | Lewis Hamilton | Mercedes    | 1'25"141 |        | 18   |
| 2   | 6  | Nico Rosberg   | Mercedes    | 1'25"250 | +0"109 | 22   |
| 3   | 7  | Kimi Räikkönen | Ferrari     | 1'25"812 | +0"671 | 23   |

Nella seconda sessione del venerdì si è avuta questa situazione:
| Pos | Nº | Pilota           | Costruttore             | Tempo    | Gap    | Giri |
| --- | -- | ---------------- | ----------------------- | -------- | ------ | ---- |
| 1   | 44 | Lewis Hamilton   | Mercedes                | 1'23"949 |        | 36   |
| 2   | 26 | Daniil Kvjat     | Red Bull Racing-Renault | 1'24"300 | +0"351 | 29   |
| 3   | 3  | Daniel Ricciardo | Red Bull Racing-Renault | 1'24"451 | +0"502 | 16   |

Nella sessione del sabato mattina si è avuta questa situazione:
| Pos | Nº | Pilota           | Costruttore | Tempo    | Gap    | Giri |
| --- | -- | ---------------- | ----------- | -------- | ------ | ---- |
| 1   | 44 | Lewis Hamilton   | Mercedes    | 1'22"997 |        | 12   |
| 2   | 6  | Nico Rosberg     | Mercedes    | 1'23"095 | +0"098 | 20   |
| 3   | 5  | Sebastian Vettel | Ferrari     | 1'23"886 | +0"889 | 19   |

## Qualifiche

### Resoconto
Le due Mercedes dominano la lista dei tempi della Q1. In questa fase però anche le vetture tedesche decidono di montare subito le gomme soft. Hamilton precede Rosberg di un decimo e Vettel di quattro. Solo Daniel Ricciardo riesce a entrare nella seconda fase risparmiando un treno di gomme morbide. Sono eliminati i piloti di Sauber, Manor e Jenson Button, penalizzato da un problema all'ERS.
Fernando Alonso è costretto ad abbandonare la Q2, senza segnare tempi validi, per un guasto tecnico alla sua McLaren. La sua vettura si è fermata all'inizio della corsia di entrata ai box, tanto da costringere i commissari a esporre la bandiera rossa. Anche in questa fase Lewis Hamilton è stato il più veloce, staccando di mezzo secondo Nico Rosberg. Oltre ad Alonso in questa fase sono eliminati anche i piloti delle due Force India, oltre a Carlos Sainz Jr. e Pastor Maldonado.
Il primo tempo di riferimento della Q3 è fissato da Nico Rosberg, in 1'22"766, battuto però da Lewis Hamilton, con 1'22"408. Terzo si pone Sebastian Vettel, seguito dal compagno di scuderia, Kimi Räikkönen. Tra i due si posiziona Daniel Ricciardo. Col secondo tentativo Rosberg si migliora, avvicinandosi a Hamilton, ma senza riuscire a batterlo. Anche le posizioni di rincalzo rimangono immutate. Per Lewis Hamilton è la pole position numero 47 nel mondiale di F1, la nona dell'anno. Per la Mercedes si tratta della ventunesima pole consecutiva e la numero 45 in totale. Per una vettura motorizzata Mercedes si tratta della ventinovesima pole consecutiva.

### Risultati
Nella sessione di qualifica si è avuta questa situazione:
| Pos                         | Nº | Pilota           | Costruttore             | Q1       | Q2          | Q3       | Griglia |
| --------------------------- | -- | ---------------- | ----------------------- | -------- | ----------- | -------- | ------- |
| 1                           | 44 | Lewis Hamilton   | Mercedes                | 1'22"890 | 1'22"285    | 1'22"020 | 1       |
| 2                           | 6  | Nico Rosberg     | Mercedes                | 1'22"979 | 1'22"775    | 1'22"595 | 2       |
| 3                           | 5  | Sebastian Vettel | Ferrari                 | 1'23"312 | 1'23"168    | 1'22"739 | 3       |
| 4                           | 3  | Daniel Ricciardo | Red Bull Racing-Renault | 1'24"408 | 1'23"230    | 1'22"774 | 4       |
| 5                           | 7  | Kimi Räikkönen   | Ferrari                 | 1'23"596 | 1'23"460    | 1'23"020 | 5       |
| 6                           | 77 | Valtteri Bottas  | Williams-Mercedes       | 1'23"649 | 1'23"555    | 1'23"222 | 6       |
| 7                           | 26 | Daniil Kvjat     | Red Bull Racing-Renault | 1'23"587 | 1'23"597    | 1'23"332 | 7       |
| 8                           | 19 | Felipe Massa     | Williams-Mercedes       | 1'23"895 | 1'23"598    | 1'23"537 | 8       |
| 9                           | 33 | Max Verstappen   | STR-Renault             | 1'24"032 | 1'23"781    | 1'23"679 | 9       |
| 10                          | 8  | Romain Grosjean  | Lotus-Mercedes          | 1'24"242 | 1'23"805    | 1'24"181 | 10      |
| 11                          | 27 | Nico Hülkenberg  | Force India-Mercedes    | 1'24"115 | 1'23"826    | N.D.     | 11      |
| 12                          | 55 | Carlos Sainz Jr. | STR-Renault             | 1'24"623 | 1'23"869    | N.D.     | 12      |
| 13                          | 11 | Sergio Pérez     | Force India-Mercedes    | 1'24"444 | 1'24"461    | N.D.     | 13      |
| 14                          | 13 | Pastor Maldonado | Lotus-Mercedes          | 1'23"895 | 1'24"609    | N.D.     | 14      |
| 15                          | 14 | Fernando Alonso  | McLaren-Honda           | 1'24"563 | senza tempo | N.D.     | 15      |
| 16                          | 22 | Jenson Button    | McLaren-Honda           | 1'24"739 | N.D.        | N.D.     | 16      |
| 17                          | 9  | Marcus Ericsson  | Sauber-Ferrari          | 1'24"843 | N.D.        | N.D.     | 17      |
| 18                          | 12 | Felipe Nasr      | Sauber-Ferrari          | 1'24"997 | N.D.        | N.D.     | 18      |
| 19                          | 98 | Roberto Merhi    | Marussia-Ferrari        | 1'27"416 | N.D.        | N.D.     | 19      |
| 20                          | 28 | Will Stevens     | Marussia-Ferrari        | 1'27"949 | N.D.        | N.D.     | 20      |
| Tempo limite 107%: 1'28"692 |    |                  |                         |          |             |          |         |

In grassetto sono indicate le migliori prestazioni in Q1, Q2 e Q3.

## Gara

### Resoconto
Prima della partenza viene ricordato, con un minuto di silenzio, Jules Bianchi, ponendo il suo casco sulla pista, contornato da quello degli altri piloti. La procedura di partenza viene interrotta, dopo il giro di formazione, in quanto Felipe Massa non si era posizionato correttamente nel suo stallo. La gara viene ridotta di un giro, a causa del nuovo giro di formazione necessario. Il brasiliano è penalizzato di 5 secondi, da scontare al primo pit stop.
Al via le due Ferrari scattano rapidamente, tanto che Sebastian Vettel prende il comando, davanti a Nico Rosberg e Kimi Räikkönen che, a sua volta, ha sopravanzato il poleman Lewis Hamilton; già alla terza curva il finlandese della Ferrari passa anche Rosberg. Poco dopo Hamilton, nel tentativo di passare anch'egli Rosberg, esce di pista, e scende al decimo posto. Al termine del primo giro, dopo i primi tre, vi sono Valtteri Bottas, Daniil Kvjat, Nico Hülkenberg, Daniel Ricciardo e Sergio Pérez. Il giro dopo Hülkenberg prende una posizione a Kvjat. Il russo cede ancora una posizione, al giro 8, al suo compagno di team, Ricciardo. Al giro decimo Daniel Ricciardo passa anche Hülkenberg.
Quattro giri dopo vanno al cambio gomme Bottas e Kvjat. Due giri dopo è il turno di Nico Hülkenberg. Tra il ventesimo e il ventitreesimo passaggio, effettuano la prima sosta sia le due Ferrari che le due Mercedes. Vettel mantiene la vetta, davanti a Räikkönen, Rosberg, Daniel Ricciardo (che ancora non ha cambiato) e Lewis Hamilton, autore di una bella rimonta. Il britannico passa poi anche l'australiano, al giro 29.
Dopo il quarantesimo giro, sulla vettura di Kimi Räikkönen, si evidenzia un problema di perdita di potenza del motore elettrico. Al giro 43, sul rettifilo d'arrivo, cede l'alettone anteriore della Force India di Nico Hülkenberg: la vettura esce di pista a elevata velocità, ma senza danni per il pilota. La direzione di gara stabilisce la Virtual Safety car, sul rettilineo, poi decide per l'entrata in pista della Safety Car reale, con le vetture che sono fatte transitare dentro la corsia dei box.
Alla ripartenza della gara, dopo 6 giri, Rosberg passa subito il finlandese della Ferrari, mentre Hamilton viene sorpreso da Daniel Ricciardo: i due hanno anche un contatto, ciò permette a Daniil Kvjat di passare il britannico, per il quinto posto. Hamilton va ai box per cambiare l'ala anteriore, e scende al settimo posto. Poco dopo, anche Räikkönen è costretto ai box, dove si cerca di resettare il problema del motore, ma senza successo. Rientrato in pista, si ritira poco dopo. Risalgono in classifica le due STR, con Max Verstappen (5º) e Carlos Sainz Jr. (6º), che precedono Fernando Alonso. Al giro 55 Alonso ha la meglio su Sainz, per il sesto posto. Il pilota della Toro Rosso è poi costretto al ritiro.
Negli ultimi giri Nico Rosberg si avvicina a Sebastian Vettel, senza però riuscire a superarlo. Da dietro rinviene Daniel Ricciardo che, a sua volta, minaccia la posizione di Rosberg. Al sessantaquattresimo giro Ricciardo tenta l'attacco su Rosberg, i due si toccano: Rosberg fora una gomma, mentre Ricciardo danneggia l'alettone anteriore. I due sono costretti a fermarsi ai box. Daniil Kvjat scala secondo, proprio davanti al compagno di scuderia Ricciardo. Rosberg, invece, costretto a un intero giro con una gomma forata, scende in decima posizione. A due giri dal termine Lewis Hamilton passa Romain Grosjean, per il sesto posto.
Sebastian Vettel vince il suo quarantunesimo gran premio del mondiale di F1 ed eguaglia così il numero di vittorie di Ayrton Senna. Daniil Kvjat ottiene il suo primo podio in carriera, ed è il secondo pilota russo ad ottenere questo risultato dopo Vitalij Petrov nel Gran Premio d'Australia 2011. Hamilton interrompe la striscia di 16 gare consecutive a podio, così come la Mercedes, che da 28 gare portava un pilota tra i primi tre. In entrambi i casi, si tratta della seconda striscia di risultati più lunga nella storia del mondiale.

### Risultati
I risultati del Gran Premio sono i seguenti:
| Pos | Nº | Pilota           | Costruttore             | Giri | Tempo/Ritiro       | Griglia | Punti |
| --- | -- | ---------------- | ----------------------- | ---- | ------------------ | ------- | ----- |
| 1   | 5  | Sebastian Vettel | Ferrari                 | 69   | 1h46'09"985        | 3       | 25    |
| 2   | 26 | Daniil Kvjat     | Red Bull Racing-Renault | 69   | +15"748            | 7       | 18    |
| 3   | 3  | Daniel Ricciardo | Red Bull Racing-Renault | 69   | +25"084            | 4       | 15    |
| 4   | 33 | Max Verstappen   | STR-Renault             | 69   | +44"251            | 9       | 12    |
| 5   | 14 | Fernando Alonso  | McLaren-Honda           | 69   | +49"079            | 15      | 10    |
| 6   | 44 | Lewis Hamilton   | Mercedes                | 69   | +52"025            | 1       | 8     |
| 7   | 8  | Romain Grosjean  | Lotus-Mercedes          | 69   | +58"578            | 10      | 6     |
| 8   | 6  | Nico Rosberg     | Mercedes                | 69   | +58"876            | 2       | 4     |
| 9   | 22 | Jenson Button    | McLaren-Honda           | 69   | +1'07"028          | 16      | 2     |
| 10  | 9  | Marcus Ericsson  | Sauber-Ferrari          | 69   | +1'09"130          | 17      | 1     |
| 11  | 12 | Felipe Nasr      | Sauber-Ferrari          | 69   | +1'13"458          | 18      |       |
| 12  | 19 | Felipe Massa     | Williams-Mercedes       | 69   | +1'14"278          | 8       |       |
| 13  | 77 | Valtteri Bottas  | Williams-Mercedes       | 69   | +1'20"228          | 6       |       |
| 14  | 13 | Pastor Maldonado | Lotus-Mercedes          | 69   | +1'25"142          | 14      |       |
| 15  | 98 | Roberto Merhi    | Marussia-Ferrari        | 67   | +2 giri            | 19      |       |
| 16  | 28 | Will Stevens     | Marussia-Ferrari        | 65   | Vibrazioni         | 20      |       |
| Rit | 55 | Carlos Sainz Jr. | STR-Renault             | 60   | Perdita di potenza | 12      |       |
| Rit | 7  | Kimi Räikkönen   | Ferrari                 | 55   | MGU-K              | 5       |       |
| Rit | 11 | Sergio Pérez     | Force India-Mercedes    | 53   | Freni              | 13      |       |
| Rit | 27 | Nico Hülkenberg  | Force India-Mercedes    | 42   | Incidente          | 11      |       |

## Classifiche mondiali

### Piloti
| Pos | Pilota           | Punti |
| --- | ---------------- | ----- |
| 1   | Lewis Hamilton   | 202   |
| 2   | Nico Rosberg     | 181   |
| 3   | Sebastian Vettel | 160   |
| 4   | Valtteri Bottas  | 77    |
| 5   | Kimi Räikkönen   | 76    |
| 6   | Felipe Massa     | 74    |
| 7   | Daniel Ricciardo | 51    |
| 8   | Daniil Kvjat     | 45    |
| 9   | Nico Hülkenberg  | 24    |
| 10  | Romain Grosjean  | 23    |
| 11  | Max Verstappen   | 22    |
| 12  | Felipe Nasr      | 16    |
| 13  | Sergio Pérez     | 15    |
| 14  | Pastor Maldonado | 12    |
| 15  | Fernando Alonso  | 11    |
| 16  | Carlos Sainz Jr. | 9     |
| 17  | Jenson Button    | 6     |
| 18  | Marcus Ericsson  | 6     |

### Costruttori
| Pos | Costruttore             | Punti |
| --- | ----------------------- | ----- |
| 1   | Mercedes                | 383   |
| 2   | Ferrari                 | 236   |
| 3   | Williams-Mercedes       | 151   |
| 4   | Red Bull Racing-Renault | 96    |
| 5   | Force India-Mercedes    | 39    |
| 6   | Lotus-Mercedes          | 35    |
| 7   | STR-Renault             | 31    |
| 8   | Sauber-Ferrari          | 22    |
| 9   | McLaren-Honda           | 17    |

## Decisioni della FIA
Al termine della gara, la FIA commina diverse penalizzazioni sulla Superlicenza di diversi piloti: a Max Verstappen sono sottratti tre punti, oltre al drive through in gara, per non aver rispettato il tempo minimo in regime di Safety Car; a Lewis Hamilton sono sottratti due punti, oltre al drive through in gara, per aver causato un incidente con Daniel Ricciardo alla curva 1; a Pastor Maldonado sono sottratti due punti, oltre al drive through in gara, per aver causato un incidente con Sergio Peréz alla curva 1; al compagno di scuderia Romain Grosjean sono sottratti due punti, oltre ai 5 secondi di penalità, per un unsafe release al momento del pit stop; infine a Daniil Kvjat sono sottratti due punti, oltre ai 10 secondi di penalità, per aver avuto un vantaggio in occasione di una sua uscita dal tracciato.